# Glypta undulata
Glypta undulata là một loài tò vò trong họ Ichneumonidae.